# باجلور
باجلور هي إحدى القرى الكردية العراقية، الواقعة في محافظة دهوك بأقليم كردستان العراق على الجانب الأيمن من مدينة دهوك. تشتهر القرية بجوها الخلاب وكثرة الأشجار والينابيع وزراعة العنب.